# Grundsjön, Hälsingland
Grundsjön är en sjö i Hudiksvalls kommun i Hälsingland och ingår i Delångersåns huvudavrinningsområde. Sjön har en area på 0,0979 kvadratkilometer och ligger 207 meter över havet. Sjön avvattnas av vattendraget Brickabäcken.

## Delavrinningsområde
Grundsjön ingår i det delavrinningsområde (687485-153904) som SMHI kallar för Utloppet av Grundsjön. Medelhöjden är 249 meter över havet och ytan är 2,09 kvadratkilometer. Det finns ett avrinningsområde uppströms, och räknas det in blir den ackumulerade arean 17,2 kvadratkilometer. Brickabäcken som avvattnar avrinningsområdet har biflödesordning 2, vilket innebär att vattnet flödar genom totalt 2 vattendrag innan det når havet efter 72 kilometer. Avrinningsområdet består mestadels av skog (86 procent). Avrinningsområdet har 0,09 kvadratkilometer vattenytor vilket ger det en sjöprocent på 4,5 procent.